# Justizministerium Osttimors

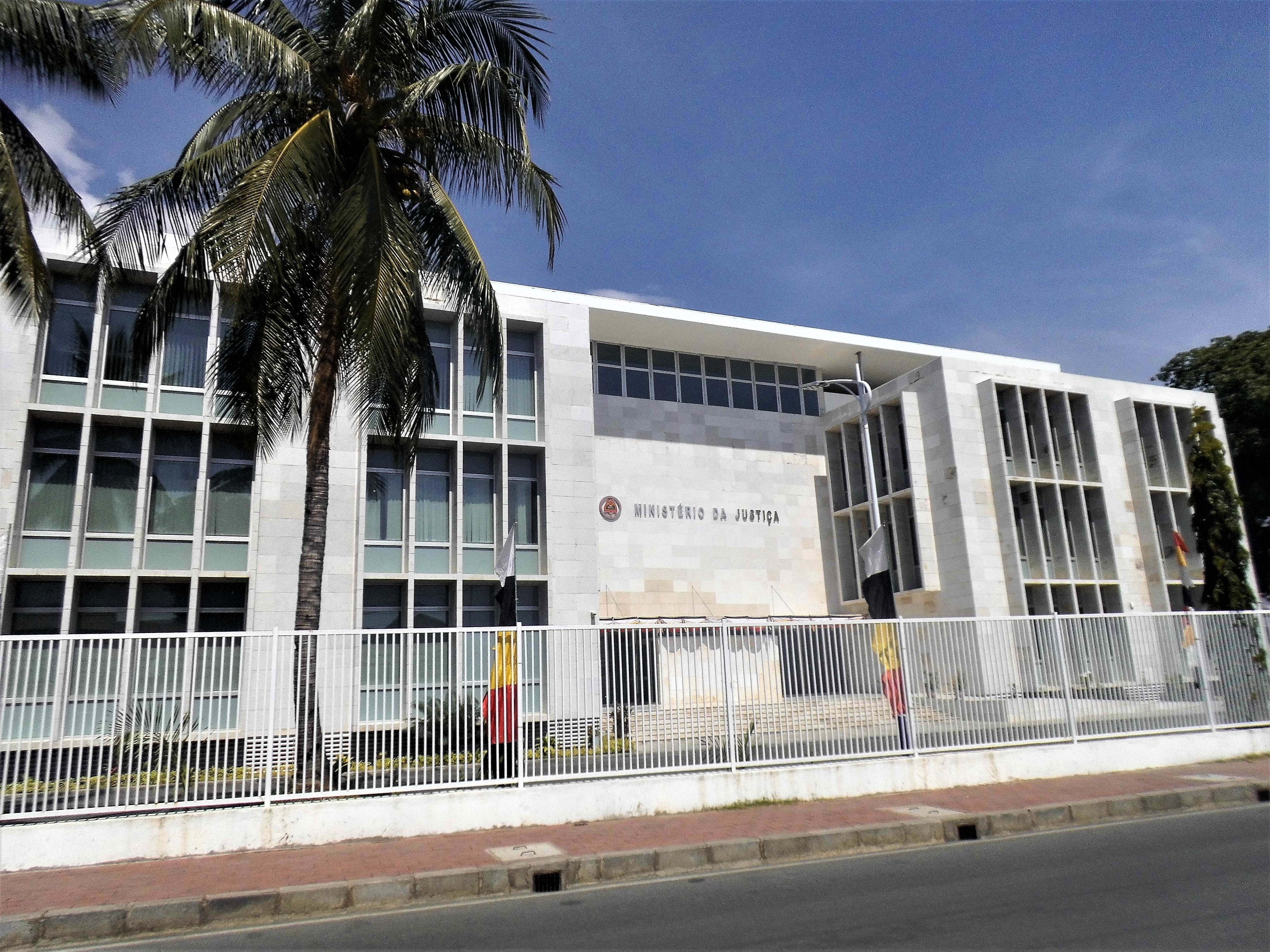
Justizministeriums Osttimors

Das Justizministerium Osttimors (tetum Ministériu Justisa; portugiesisch Ministério da Justiça; kurz: MJ) ist die osttimoresische Regierungsbehörde für die Rechtspolitik des Landes. Die Leitung obliegt dem Justizminister des Landes. Der Sitz des Justizministeriums befindet sich in der Rua da Justiça, an der Ecke zur Rua de Moçambique, in Dilis Stadtteil Colmera.

## Aufgaben
Das Justizministerium ist die Regierungsabteilung, die für die Konzeption, Umsetzung, Koordinierung und Bewertung der vom Ministerrat festgelegten und genehmigten Politik im Bereich Justiz, Recht und Menschenrechte sowie Land und Eigentum zuständig ist.
Zu den Aufgaben gehören: Vorschläge in diesem Bereich zu erstellen und die für ihre Verantwortungsbereiche erforderlichen Gesetze und Vorschriften auszuarbeiten, in Abstimmung mit anderen betroffenen Ministerien Maßnahmen zur Definition von Mechanismen zur Regulierung der traditionellen Justiz und ihrer Interaktion mit dem formellen System vorzuschlagen, Maßnahmen zur Erweiterung der Justiz vorzuschlagen und umzusetzen, die Definition der Kriminalpolitik vorzuschlagen und deren Umsetzung und ordnungsgemäße Rechtspflege sicherzustellen, Regulierung und Verwaltung des Zentrums für rechtliche und juristische Ausbildung und Förderung der Ausbildung von Humanressourcen für die verschiedenen Tätigkeitsbereiche im Justizsektor, Förderung der Koordinierung und des Dialogs zwischen allen Akteuren der Justiz und Gewährleistung ihrer Teilnahme an der Erörterung und Ausarbeitung von Vorschlägen für Rechtsvorschriften im Justizbereich,  Regulierung und Verwaltung des Gefängnissystems, Vollstreckung von Haftstrafen und soziale Wiedereingliederungsdienste, Gewährleistung angemessener Mechanismen für den Zugang zum Gesetz und zu den Gerichten, insbesondere für die am stärksten benachteiligten Bürger, in den Bereichen Rechtsinformation, Rechtsberatung und Rechtshilfe, insbesondere durch den öffentlichen Verteidiger und andere Justizbehörden und -strukturen, Schaffung und Gewährleistung angemessener Mechanismen zur Gewährleistung der Bürgerrechte und zur Förderung der Verbreitung der geltenden Gesetze und Vorschriften; Organisation der Kartographie und des Katasterregisters von Grundstücken und Gebäuden sowie der Registrierung von Immobilien, als Mittel zur Förderung des Zugangs der Bürger zum Recht einen spezialisierten Rechtsübersetzungsdienst zu gewährleisten, der für die Verwendung von Amtssprachen in den Bereichen Recht und Justiz zuständig ist, Verwaltung und Überwachung des Registrierungs- und notariell beglaubigten Dienstleistungssystems, das Immobilienvermögen des Staates zu verwalten, Förderung und Anleitung der juristischen Ausbildung von Justizkarrieren und anderen Beamten, Gewährleistung der Beziehungen auf internationaler Ebene im Bereich der Justizpolitik, insbesondere zu anderen Regierungen und internationalen Organisationen, ohne Eingriff in die Kompetenzen und besonderen Befugnisse des Außenministeriums und Mechanismen der Zusammenarbeit und Koordinierung mit anderen Regierungsstellen einzurichten, die die verwandten Bereiche überwachen.
Kraft Amtes ist der Justizminister Mitglied des Konsellu Superior Defeza no Seguransa (KSDS).

## Untergeordnete Behörden
Dem Justizministerium unterstehen das Zentrum für rechtliche und juristische Ausbildung, die Kriminalpolizei (Polícia Científica de Investigação Criminal PCIC/Polísia Sientífika Investigasaun Kriminál PSIK) und die Öffentliche Verteidigung (Defensoria Pública).

## Vizeminister und Staatssekretäre

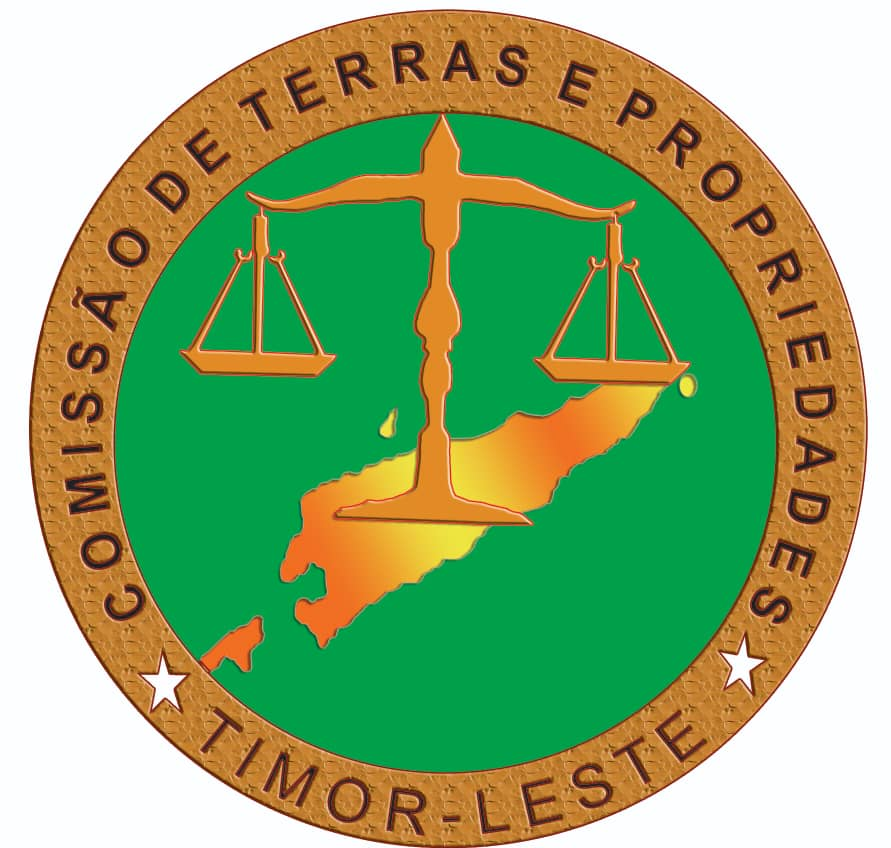
Comissão de Terras e Propriedades (Kommission für Grundbesitz und Eigentum)

Im Regierungskabinett war in der V.,  VI., VIII. und IX. Regierung der Staatssekretär für Grundbesitz und Eigentum (SETP) dem Justizminister unterstellt.
In der IX. Regierung wurde das Amt des Vizeministers für die Stärkung der Institutionen geschaffen.